# Coro Coro
Coro Coro est une localité du département de La Paz en Bolivie et le chef-lieu de la province de Pacajes. Sa population s'élevait à 1 884 habitants en 2001.

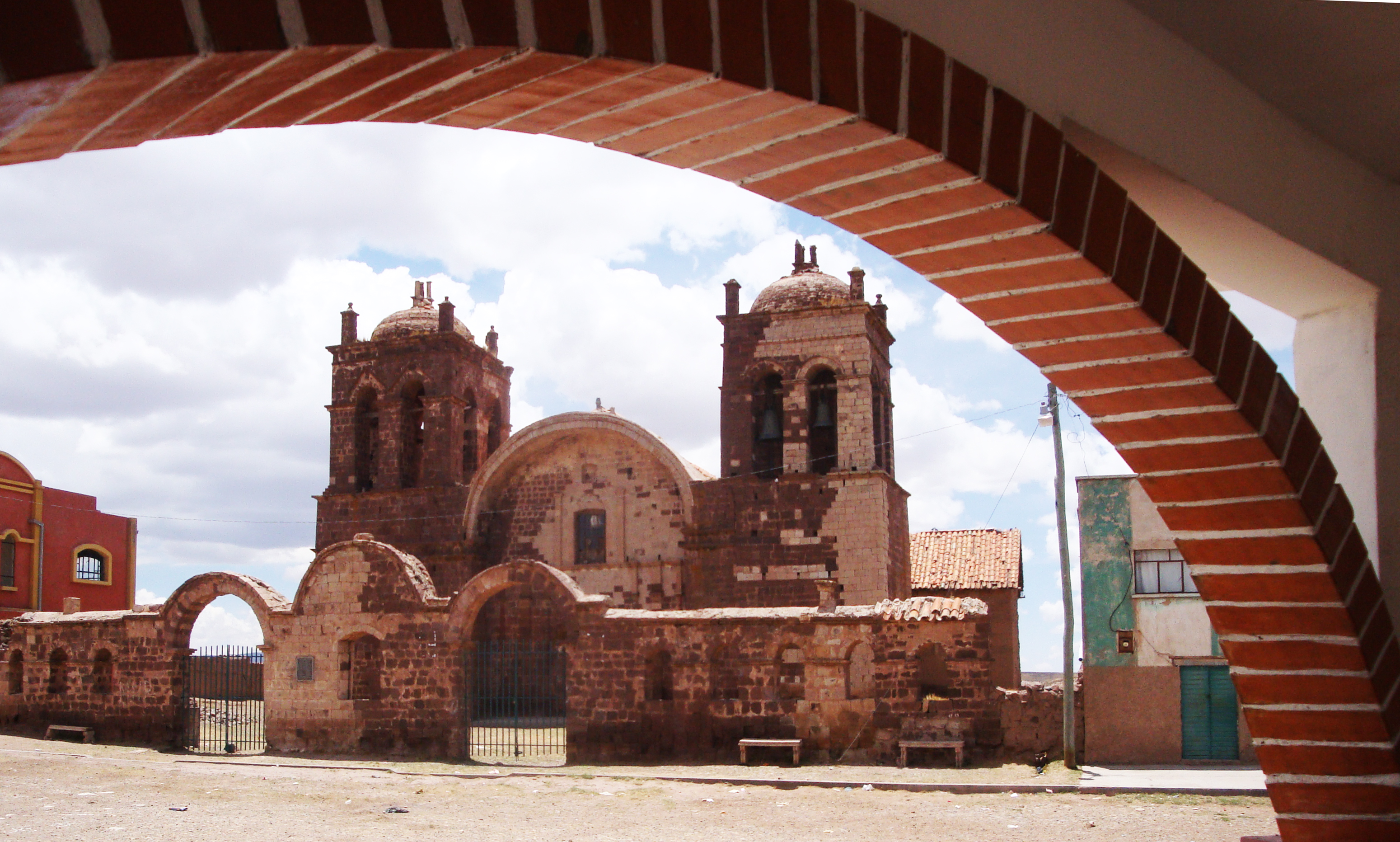
Église de Caquingora